# 게르드

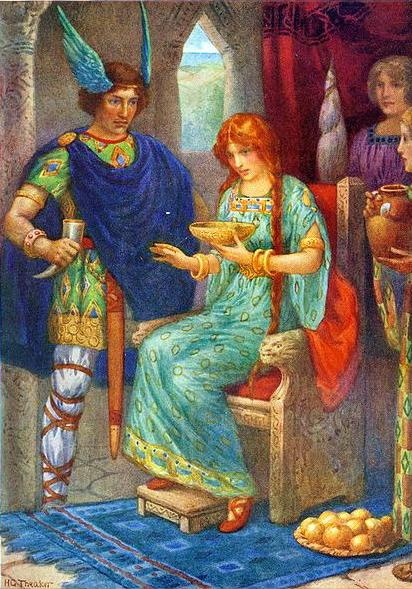
스키르니르와 게르드.

게르드(고대 노르드어: Gerðr, 아이슬란드어: Gerður 게드뤼드, 노르웨이어: Gjerd 예르드[*], 덴마크어: Gerd 게르드[*], 스웨덴어: Gerd 예르드[*])은 북유럽 신화에 등장하는 신으로, 거인 귀미르의 딸이자, 프레이르의 아내이다.
우연히 모든 세상을 내려다볼 수 있는 오딘의 의자 흐리드스칼프에 앉아 거인의 땅을 살펴보던 프레이르는 눈에 띈 게르드에게 한눈에 반하게 된다. 프레이르가 그녀를 사랑하는 마음에 병을 가지게 되자 그의 하인인 스키르니르가 대신에 요툰헤임에 내려갔다. 그리고 게르드를 설득해 보았지만 그녀는 요지부동으로 거절했다. 하지만 스키르니르가 지팡이와 칼로 그녀를 위협하자 결국 게르드는 청혼을 받아들이고 만다.